# Рікшиці
Рікшиці (пол. Rokszyce) — розташоване на Закерзонні село в Польщі, у гміні Красичин Перемишльського повіту Підкарпатського воєводства.
Населення — 210 осіб (2011).

## Географія
Село розташоване на відстані 4 кілометри на південь від центру гміни села Красичина, 10 кілометрів на південний захід від центру повіту міста Перемишля і 59 кілометрів на південний схід від центру воєводства — міста Ряшіва.

## Історія
У 1880 р. Рікшиці належали до Перемишльського повіту Королівства Галичини та Володимирії Австро-Угорської імперії, в селі було 66 будинків і 448 жителів та 4 будинки і 21 мешканець на землях фільварку (385 греко-католиків, 66 римо-католиків і 18 юдеїв).
У 1939 році в селі проживало 760 мешканців, з них 570 українців-грекокатоликів, 165 українців-римокатоликів, 20 поляків, 5 євреїв. Село входило до об’єднаної сільської ґміни Ольшани Перемишльського повіту Львівського воєводства.
Наприкінці вересня 1939 р. село зайняла Червона армія. 27.11.1939 постановою Президії Верховної Ради УРСР село у складі повіту включене до новоутвореної Дрогобицької області. В червні 1941, з початком Радянсько-німецької війни, село було окуповане німцями. В липні 1944 року радянські війська оволоділи селом, а в березні 1945 року село зі складу Дрогобицької області передано Польщі. Українців добровільно-примусово виселяли в СРСР. Решту українців у 1947 р. під етнічну чистку під час проведення Операції «Вісла» було депортовано на понімецькі землі у західній та північній частині польської держави. В село заселено поляків.
У 1975-1998 роках село належало до Перемишльського воєводства.

## Церква
У 1929 р. на місці зруйнованої під час війни українці збудували дерев’яну греко-католицьку церкву св. Івана Богослова. До їх депортації була філіяльною церквою, яка належала до парафії Тисова Перемиського деканату Перемишльської єпархії.

## Демографія
Демографічна структура станом на 31 березня 2011 року:
|          | Загалом | Допрацездатний вік | Працездатний вік | Постпрацездатний вік |
| -------- | ------- | ------------------ | ---------------- | -------------------- |
| Чоловіки | 104     | 15                 | 71               | 18                   |
| Жінки    | 106     | 25                 | 48               | 33                   |
| Разом    | 210     | 40                 | 119              | 51                   |